# 오클랜드 (피츠버그)

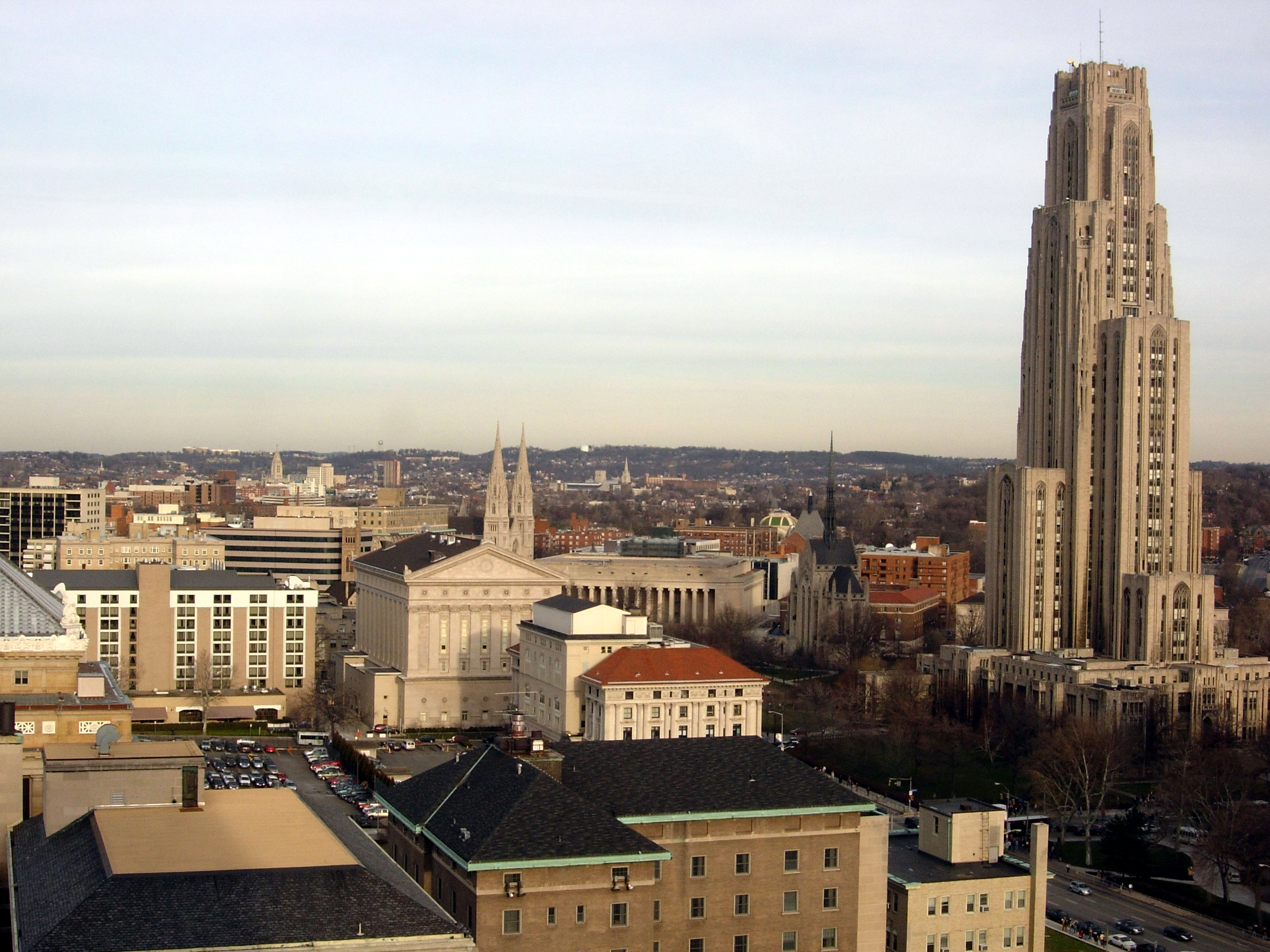
오클랜드

오클랜드(Oakland)는 미국 펜실베이니아주 피츠버그 시 동부, 다운타운에서 동쪽으로 약 4-5km에 걸쳐있는 지구이다. 카네기 멜론 대학교와 피츠버그 대학교가 여기에 캠퍼스를 두고 있으며, 카네기 연구소 (카네기 미술관, 카네기 자연사 박물관, 카네기 음악당, 피츠버그 카네기 도서관 본관)이 입지하는 등 고등 교육 · 연구 기관과 문화 시설이 들어서 있다. 또한 상업 중심지이기도 하다.